# Daylight again
Daylight again is een elpee van Crosby, Stills & Nash uit 1982. De nummers Wasted on the way, Southern cross en Too much love to hide verschenen op een single.
Ondanks dat de samenwerking met Neil Young inmiddels tien jaar terug lag en Crosby, Stills & Nash sinds die tijd als trio hadden opgetreden, is dit pas het derde album met nieuw materiaal dat ze in deze samenstelling uitbrachten. Het album begon in eerste instantie ook uit de samenwerking van Stephen Stills met Graham Nash, terwijl David Crosby steeds verder afgleed door drugsgebruik. Feitelijk werd zijn naam ook vooral op de hoes vermeld terwijl hij bij de opnames amper betrokken was. Niettemin is er veel waardering voor zijn enige bijdrage, Delta.
Terwijl er bij het schrijven van materiaal voor het album meer dan ooit de hulp van anderen werd ingeroepen, werd ook de samenzang niet meer alleen door het trio gedaan. Gastzangers voor dit album waren bijvoorbeeld Timothy B. Schmit van de Eagles en hun eigen toetsenist Mike Finnigan.
De elpee belandde op nummer 8 van de Billboard 200 en op nummer 14 in Nederland. Er was ook een hitnotering in enkele andere Europese landen maar niet in België.

## Nummers
| Nummer | Naam                                      | Geschreven door                                           | Duur |
| ------ | ----------------------------------------- | --------------------------------------------------------- | ---- |
| A1     | Turn your back on love                    | Graham Nash, Stephen Stills en Michael Stergis            | 4:47 |
| A2     | Wasted on the way                         | Graham Nash                                               | 2:51 |
| A3     | Southern cross                            | Michael en Richard Curtis (Crazy Horse) en Stephen Stills | 4:40 |
| A4     | Into the darkness                         | Graham Nash                                               | 3:21 |
| A5     | Delta                                     | David Crosby                                              | 4:12 |
| B1     | Since I met you                           | Michael Stergis en Stephen Stills                         | 3:10 |
| B2     | Too much love to hide                     | Stephen Stills en Gerry Tolman                            | 3:57 |
| B3     | Song for Susan                            | Graham Nash                                               | 3:07 |
| B4     | You are alive                             | Michael Stergis en Stephen Stills                         | 3:02 |
| B5     | Might as well have a good time            | Craig Doerge                                              | 4:25 |
| B6     | Daylight again / Find the cost of freedom | Stephen Stills                                            | 2:28 |